# Littlefork
Littlefork és una població dels Estats Units a l'estat de Minnesota. Segons el cens del 2000 tenia 680 habitants.

## Demografia
Segons el cens del 2000, Littlefork tenia 680 habitants, 268 habitatges, i 177 famílies. La densitat de població era de 222,5 habitants per km².
Dels 268 habitatges en un 31,3% hi vivien nens de menys de 18 anys, en un 54,9% hi vivien parelles casades, en un 7,5% dones solteres, i en un 33,6% no eren unitats familiars. En el 30,6% dels habitatges hi vivien persones soles el 17,9% de les quals corresponia a persones de 65 anys o més que vivien soles. El nombre mitjà de persones vivint en cada habitatge era de 2,37 i el nombre mitjà de persones que vivien en cada família era de 2,97.
Per edats la població es repartia de la següent manera: un 25% tenia menys de 18 anys, un 5,3% entre 18 i 24, un 23,1% entre 25 i 44, un 23,5% de 45 a 60 i un 23,1% 65 anys o més.
L'edat mediana era de 43 anys. Per cada 100 dones de 18 o més anys hi havia 88,9 homes.
La renda mediana per habitatge era de 37.917 $ i la renda mediana per família de 50.417 $. Els homes tenien una renda mediana de 40.000 $ mentre que les dones 25.313 $. La renda per capita de la població era de 18.532 $. Entorn del 4,8% de les famílies i el 8,7% de la població estaven per davall del llindar de pobresa.

## Poblacions més properes
El següent diagrama mostra les poblacions més properes.